# ヤング・ライオンズ
ヤング・ライオンズFC（英語: Young Lions FC）は、シンガポールプレミアリーグに参加するシンガポールのサッカークラブである。

## 概要
ホームスタジアムは、シンガポール南部のカラン地区にあるジャラン・ベサール・スタジアム。マスコットはクラブの名称が示すとおりライオンである。
ヤング・ライオンズはシンガポールにおける23歳以下のサッカークラブである。選手の大部分はシンガポールU-23代表で構成されており、対外的にはこの世代のナショナルチームとしてシンガポールを代表する事になるが、国内リーグにおいてはシンガポールサッカー協会の管理下の下、クラブチームとして運営されている。従って必ずしも「シンガポール23歳以下代表ナショナルチーム」と同一ではない。
シンガポールサッカー協会では、U-23の代表を国内リーグに参加させる事によって、競技レベルの向上と、若年世代の出場機会の増加、対外的な露出増などを狙っている。
クラブとしてシンガポールサッカーリーグに参加するに当たって、外国人プレーヤーを招聘する場合もあるが、クラブの性質上、その外国人プレーヤーはシンガポール国籍に帰化した上で、シンガポール代表の強化に寄与する事が織り込み済み出なければならない。（つまり、シンガポールへの帰化が条件となっている。）
なお、シンガポールFAでは、若手選手の国際経験を積ませるということを目的に、2012年からマレーシアサッカーリーグとSリーグとの間で、若手選手育成チームをそれぞれ交換出場させており、マレーシアリーグにはシンガポール・ライオンズXIIを派遣。その多くは、ヤング・ライオンズを含むSリーグ所属クラブからライオンズXIIに移籍している。

## 歴史
2003年からシンガポールサッカーリーグに参加している。
2016年2月、IT企業のガリーナと2年間のスポンサー契約を結び、「ガリーナ・ヤングライオンズ」の名称となった。

## Sリーグ成績
- 2003 - 12位
- 2004 - 3位
- 2005 - 6位
- 2006 - 3位
- 2007 - 5位
- 2008 - 9位
- 2009 - 8位
- 2010 - 9位

## タイトル
- なし

## 関連項
- シンガポール・ライオンズXII（マレーリーグ1部　シンガポールの若手チーム）
- ハリマウ・ムダ（Sリーグ所属　マレーシアの若手チーム）